# Tietmaro di Merseburgo (margravio)
Tietmaro, noto anche come Thiatmar, Dietmar o Thiommar, (855 – 1º giugno 932) fu conte (graf) in Sassonia e tutore e istruttore militare (vir militaris disciplinae peritissmus) di Enrico I l'Uccellatore. Nel periodo attorno alla morte di sua moglie, Tietmaro possedeva molti possedimenti in Ostfalia, vicino ai confini con il territorio degli slavi occidentali oltre i fiumi Elba e Saale; da qui il nome "di Merseburgo".

## Biografia
I suoi antenati sono sconosciuti. Entrò al servizio di Enrico l'Uccellatore (nato nell'876) e al servizio della sua dinastia dei Liudolfingi attorno all'886. Nel periodo poco precedente all'assunzione da parte di Enrico del ducato sassone o poco dopo, Tietmaro era probabilmente alla testa di un piccolo esercito d'élite che gli avrebbe permesso di fondare una marca a est del ducato di Sassonia.
Dopo la morte del duca Bruno in battaglia contro i Vichinghi nell'880, il padre di Enrico, Ottone I, era a capo della dinastia sassone. Nell'894 accompagnò il re carolingio Arnolfo nella sua campagna in Italia, poi il monarca contrattò un matrimonio tra il figlio Sventibaldo di Lotaringia e Oda di Sassonia, figlia di Ottone I. Questo legame matrimoniale sancì l'inizio dell'ascesa dei Liudolfingi e Tietmaro ne approfittò.
Nel 902 Ottone di Sassonia è nominato abate laico dell'abbazia imperiale di Herford. Tuttavia, l'ascesa dei Liudolfingi venne in parte fermata dalla dinastia dei Corradinidi che dominavano il ducato di Franconia e il loro esponente, il duca Corrado I, venne eletto re di Germania nel 911. Nel 906 Ottone fece sposare suo figlio Enrico l'Uccellatore con Hatheburga di Altstadt, probabilmente la sorella, rimasta vedova, della moglie di Tietmaro, Ildegarda. Questa unione terminò nel 909, tuttavia, quando Ottone di Sassonia scoprì nell'abbazia da lui retta di Herford Matilde di Ringelheim, nipote della badessa del monastero Matilde I, la quale, dopo i negoziati guidati da sua nonna, si sposò con Enrico l'Uccellatore. Fu proprio Tietmaro ad organizzare il matrimonio, dopo che sua cognata Hateburga cadde in disgrazia.
Nel 915, secondo le Res gestae saxonicae di Vitichindo di Corvey, si rese protagonista di un inganno ai danni dell'esercito del sovrano Corrado I, in procinto di assediare Enrico I nella fortezza di Grona. Nel 929 partecipò, in qualità di comandante della cavalleria, alla battaglia di Lenzen.

## Famiglia e figli
Tietmaro sposò Ildegarda,forse una parente del re Corrado I, sorella di una donna dal nome sconosciuto che sposò Ervino di Merseburgo, padre di Hatheburga e nonno di Tankmaro, dalla quale ebbe tre figli:
- Hidda, nata intorno all'885, sposò il conte sassone e margravio Cristiano di Turingia, ed essi ebbero come figli il margravio Tietmaro e l'arcivescovo di Colonia Gerone;
- Sigfrido, nato attorno all'895, conte di Merseburgo;
- Gero I il Grande, nato attorno al 900, margravio della marca Geronis.